# Юзефув (Володавський повіт)
Юзефув (пол. Józefów) — село в Польщі, у гміні Воля-Угруська Володавського повіту Люблінського воєводства.
Населення — 36 осіб (2011).
У 1975-1998 роках село належало до Холмського воєводства.

## Демографія
Демографічна структура станом на 31 березня 2011 року:
|          | Загалом | Допрацездатний вік | Працездатний вік | Постпрацездатний вік |
| -------- | ------- | ------------------ | ---------------- | -------------------- |
| Чоловіки | 20      | 5                  | 12               | 3                    |
| Жінки    | 16      | 5                  | 3                | 8                    |
| Разом    | 36      | 10                 | 15               | 11                   |